# 圣马里亚拉雷亚尔德涅瓦
圣马里亚拉雷亚尔德涅瓦，是西班牙卡斯蒂利亚-莱昂塞戈维亚省的一个市镇。 总面积180平方公里，总人口1340人（2001年），人口密度7人/平方公里。